# Elecciones generales de Panamá de 2024
El domingo 5 de mayo de 2024 se celebraron elecciones generales en Panamá, bajo la organización del Tribunal Electoral. Fueron las séptimas elecciones generales desde la invasión estadounidense de Panamá en 1989 y la subsecuente conclusión de 21 años de dictadura militar. En estas elecciones, se eligieron los siguientes cargos públicos a nivel nacional y local, además de sus respectivos suplentes:
- Presidencia de la República. Jefe de Estado y de Gobierno de Panamá, electo para un periodo de cinco años sin posibilidad de reelección inmediata (renovable en una única instancia), cuyo periodo inicia el 1 de julio de 2024. El presidente en ejercicio, Laurentino Cortizo, fue sustituido por el candidato José Raúl Mulino, de la coalición entre Realizando Metas y el Partido Alianza, elegido con el 34,23% de los votos válidos.
- 71 diputados de la Asamblea Nacional. Miembros de la legislatura nacional unicameral de Panamá, 26 elegidos en circuitos uninominales por escrutinio mayoritario y 45 elegidos en circuitos plurinominales por escrutinio proporcional (según el cociente Hare y por el método del resto mayor), cuyo periodo inicia el 1 de julio de 2024 y ejercerán sus cargos durante el periodo de 2024 a 2029.
- 81 alcaldes de distrito. Máxima autoridad de cada uno de los distritos, demarcación administrativa de segundo nivel en Panamá, responsable de ejercer determinadas competencias establecidas por el artículo 240 de la Constitución y cuyo periodo inicia el 1 de julio de 2024.
- 702 representantes de corregimiento. Miembros del concejo municipal del distrito correspondiente al corregimiento que representan, demarcación administrativa de tercer nivel en Panamá, responsables de impulsar la organización de la comunidad para promover su desarrollo socioeconómico y cuyo periodo inicia el 1 de julio de 2024.
- 11 concejales de distrito. Miembros de carácter extraordinario del concejo municipal de un distrito determinado, elegidos para constituir concejos con al menos cinco miembros en aquellos distritos con un menor número de corregimientos, según las disposiciones del artículo 237 de la Constitución y cuyo periodo inicia el 1 de julio de 2024.

Estas elecciones registraron la mayor participación electoral desde la restauración democrática en 1989, con 77,66% de los ciudadanos mayores de 18 años habilitados ejerciendo su derecho al voto. Esta es la tercera elección consecutiva en la que el candidato ganador de la presidencia de la República obtuvo una mayoría simple; de este modo, continuó el patrón de una victoria por mayoría simple a nivel presidencial después de la invasión estadounidense de 1989, con la notable excepción de 2009.
Ninguna agrupación política obtuvo una mayoría absoluta en la Asamblea Nacional por primera vez desde la restauración democrática en 1989, con la coalición oficialista entre Realizando Metas y el Partido Alianza obteniendo 17 curules, mientras que los candidatos de libre postulación obtuvieron 20 curules y se convirtieron en la mayor agrupación para el periodo legislativo siguiente.
La coalición del gobierno en ejercicio, entre el Partido Revolucionario Democrático (PRD) y el Molirena, perdió un total de 26 curules en la Asamblea Nacional y obtuvo el sexto lugar a nivel presidencial con el 5,88% de los votos válidos, como parte de la peor derrota para el PRD desde su primera participación electoral en 1984.

## Antecedentes
Tras las elecciones generales del 5 de mayo de 2019, Laurentino Cortizo fue elegido como presidente para el periodo entre 2019 y 2024, mientras que la coalición de gobierno entre el PRD y el MOLIRENA obtuvo una mayoría absoluta de 40 curules en la Asamblea Nacional. Cortizo ejerció el cargo en el contexto de la pandemia de COVID-19 y su impacto socioeconómico, que contribuyó una crisis financiera global en 2023, además de la invasión rusa de Ucrania y la crisis migratoria en Darién. A nivel doméstico, el contexto internacional y los escándalos de corrupción causaron una inestabilidad constante en el territorio nacional durante la presidencia de Cortizo, desencadenando múltiples manifestaciones (primordialmente, las protestas de 2022 y 2023), procesos legales e investigaciones de carácter periodístico sobre estos aspectos.

## Calendario electoral

### Acontecimientos importantes
A continuación, se muestran eventos importantes en el proceso previo a las elecciones generales de 2024:
- 1 de junio de 2022. El Tribunal Electoral oficializa la convocatoria a las elecciones generales del 5 de mayo de 2024, con la participación del PRD, Partido Popular, MOLIRENA, Partido Panameñista, Cambio Democrático, Partido Alianza, Realizando Metas, PAIS y Movimiento Otro Camino.[20][21][22]
- 15 de agosto de 2022 – 31 de julio de 2023. Los candidatos por la libre postulación realizan el proceso requerido para la recolección de firmas, permitiéndoles ser elegibles para los cargos públicos definidos por las elecciones.[23]
- 4 de junio de 2023. Realizando Metas celebra elecciones primarias para elegir a su candidato presidencial, nominando al expresidente Ricardo Martinelli con el 97% de los votos válidos.[24]
- 11 de junio de 2023. El Partido Revolucionario Democrático celebra elecciones primarias para elegir a su candidato presidencial, nominando al vicepresidente en ejercicio José Gabriel Carrizo con el 53,6% de los votos válidos, al igual que la mayoría de los otros cargos públicos.[25]
- 2 de julio de 2023. Realizando Metas celebra elecciones primarias para elegir a los candidatos para algunos de los cargos públicos a definir en las elecciones generales.[26]
- 2 de julio de 2023. El Movimiento Otro Camino celebra una convención nacional para elegir a su candidato presidencial, nominando al abogado Ricardo Lombana (candidato por la libre postulación en 2019), al igual que los demás cargos públicos a definir en las elecciones generales.[26]
- 9 de julio de 2023. Cambio Democrático celebra elecciones primarias para elegir a su candidato presidencial, re-nominando en una ajustada contienda al exministro Rómulo Roux con el 52,6% de los votos válidos, al igual que algunos de los cargos públicos a definir en las elecciones generales.[27]
- 16 de julio de 2023. El Partido Popular celebra una convención nacional para elegir a su candidato presidencial, nominando al expresidente Martín Torrijos, quien seguía como miembro del Partido Revolucionario Democrático.[28]
- 16 de julio de 2023. El Partido Alianza celebra una convención nacional para elegir a su candidato presidencial, apoyando la candidatura de Realizando Metas, al igual que algunos de los cargos públicos a definir en las elecciones generales.[29]
- 23 de julio de 2023. El Partido Panameñista celebra elecciones primarias para elegir a su candidato presidencial, nominando al exalcalde José Isabel Blandón con el 100% de los votos válidos (excluyendo 12,7% de votos nulos o en blanco), al igual que algunos de los cargos públicos a definir en las elecciones generales.[30]
- 29 de julio de 2023. El Partido Alternativa Independiente Social celebra una convención nacional para elegir a su candidato presidencial, nominando al abogado José Alberto Álvarez, al igual que los demás cargos públicos a definir en las elecciones generales.[31]
- 30 de julio de 2023. El Partido Popular celebra una segunda convención nacional para elegir a los candidatos para algunos de los cargos públicos a definir en las elecciones generales.[32]
- 30 de julio de 2023. El Movimiento Liberal Republicano Nacionalista celebra una convención nacional para elegir a su candidato presidencial, apoyando la candidatura del PRD, al igual que algunos de los cargos públicos a definir en las elecciones generales.[32]
- 8 de agosto de 2023. El Tribunal Electoral, una vez concluyó el proceso de recolección de firmas, oficializa las candidaturas presidenciales por la libre postulación de Zulay Rodríguez, Maribel Gordón y Melitón Arrocha.[33]
- 16 de septiembre de 2023. El candidato presidencial del Partido Panameñista, José Isabel Blandón, declina su candidatura y endosa a Rómulo Roux como candidato, convirtiéndose en su compañero de fórmula.[34]
- 26 de septiembre de 2023. El candidato presidencial de PAIS, José Alberto Álvarez, declina su candidatura y endosa a Melitón Arrocha como candidato, convirtiéndose en su compañero de fórmula.[35]
- 28 de septiembre de 2023. El Movimiento Otro Camino y la Coalición Vamos, una autoproclamada coalición de candidatos por la libre postulación, establecen un acuerdo parcial para apoyar mutuamente candidaturas.[36][37]
- 26 de febrero de 2024. Se concerta el primer debate presidencial en el Domo de la Universidad de Panamá, localizado en el corregimiento de Ancón del distrito de Panamá, con la ausencia de Martinelli.[38]
- 4 de marzo de 2024. A casi dos meses de las elecciones generales, Ricardo Martinelli, candidato presidencial de Realizando Metas, es inhabilitado por el Tribunal Electoral tras su sentencia de 128 meses por blanqueo de capitales y es reemplazado por su compañero de fórmula, José Raúl Mulino.[39][40][41]
- 13 de marzo de 2024. Se concerta el segundo debate presidencial en el Centro Deportivo La Basita, localizado en el distrito de David, con la ausencia de Mulino.[42]
- 17 de abril de 2024. Se concerta el tercer y último debate presidencial en el Centro de Convenciones Atlapa, localizado en la Ciudad de Panamá, con la ausencia de Mulino y Carrizo.[43]
- 29 de abril de 2024. El candidato presidencial por PAIS y la libre postulación, Melitón Arrocha, anuncia que endosa a Martín Torrijos pero sin declinar su propia candidatura.[44]
- 3 de mayo de 2024. A dos días de las elecciones generales, la Corte Suprema de Justicia desestima una demanda de inconstitucionalidad en perjuicio de la candidatura de José Raúl Mulino.[45]

### Debates presidenciales
| Medio de comunicación y fecha   | Lugar                                                                | Moderador/es                                        | P Presente A Ausente NI No invitado | P Presente A Ausente NI No invitado | P Presente A Ausente NI No invitado | P Presente A Ausente NI No invitado | P Presente A Ausente NI No invitado | P Presente A Ausente NI No invitado | P Presente A Ausente NI No invitado | P Presente A Ausente NI No invitado | P Presente A Ausente NI No invitado |
| Medio de comunicación y fecha   | Lugar                                                                | Moderador/es                                        | Carrizo                             | Torrijos                            | Roux                                | Mulino                              | Martinelli*                         | Arrocha                             | Lombana                             | Rodríguez                           | Gordón                              |
| ------------------------------- | -------------------------------------------------------------------- | --------------------------------------------------- | ----------------------------------- | ----------------------------------- | ----------------------------------- | ----------------------------------- | ----------------------------------- | ----------------------------------- | ----------------------------------- | ----------------------------------- | ----------------------------------- |
| Medio de comunicación y fecha   | Lugar                                                                | Moderador/es                                        |                                     |                                     |                                     |                                     |                                     |                                     |                                     |                                     |                                     |
| TVN Media 26 de febrero de 2024 | Domo de la Universidad de Panamá Ancón, Distrito de Panamá           | Castalia Pascual Atenógenes Rodríguez               | P                                   | P                                   | P                                   | -                                   | A                                   | P                                   | P                                   | P                                   | P                                   |
| TVN Media 14 de marzo de 2024   | Centro Deportivo La Basita, Distrito de David, provincia de Chiriquí | Dorcas de La Rosa, Fabio Caballero y Andrea Salcedo | P                                   | P                                   | P                                   | A                                   | -                                   | P                                   | P                                   | P                                   | P                                   |
| TVN Media 17 de abril de 2024   | Centro de Convenciones Atlapa, Ciudad de Panamá                      |                                                     | A                                   | P                                   | P                                   | A                                   | -                                   | P                                   | P                                   | P                                   | P                                   |

Nota: Martinelli, al momento en que se concertó el primer debate, se encontraba en condición de asilado político en la embajada de Nicaragua en Panamá; por lo que, según el Código Electoral, su atril en los debates quedó vacío.

## Sistema electoral

### Circuitos uninominales y plurinominales

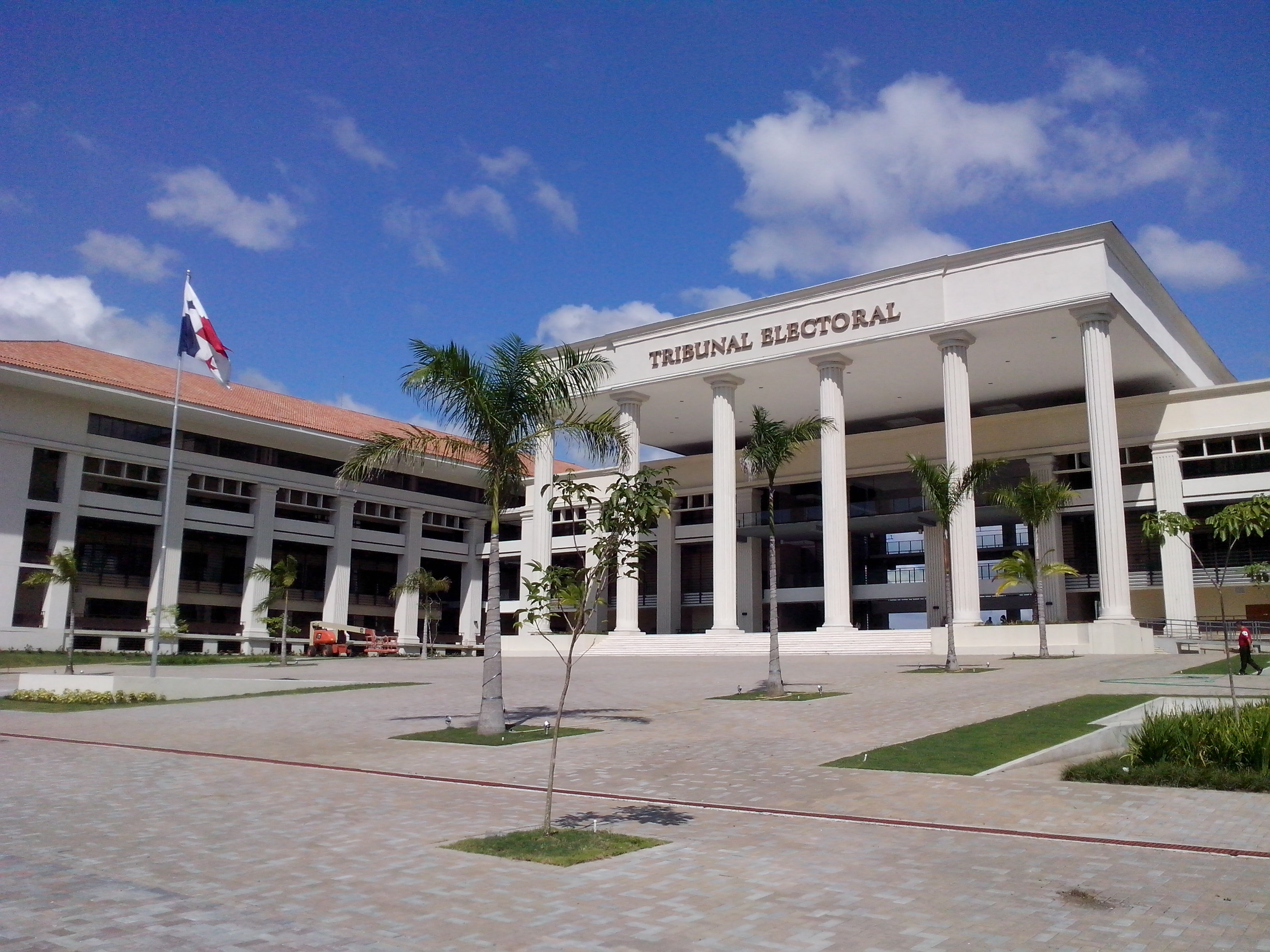
Sede principal del Tribunal Electoral, órgano del Estado panameño responsable de la celebración de elecciones

Los diputados de la Asamblea Nacional son elegidos para representar 39 circuitos electorales, 26 uninominales y 13 plurinominales. En circuitos electorales uninominales, los diputados son elegidos por el sistema de escrutinio mayoritario uninominal; mientras que en los circuitos electorales plurinominales, los diputados son elegidos dentro de una lista electoral cerrada desbloqueada, en la cual los partidos políticos o agrupaciones electorales independientes incorporan un número determinado de candidatos, según las regulaciones electorales existentes. A estos candidatos se les puede dar el voto selectivo o se puede realizar un voto en conjunto a toda la lista, conocido como voto plancha, pero no se permite el voto cruzado entre listas electorales.
Al momento del conteo de votos, se realizan 2 conteos. El primer conteo se realiza para asignar las curules en función de los votos por partido o lista de libre postulación, y es el número posteriormente utilizado para calcular los cocientes y medio cocientes de los escaños del circuito. El segundo conteo realizado es de manera individual para cada candidato, y su función es la adjudicación de curules en función de qué candidato de cada lista ha sacado la mayor cantidad de votos si les ha de corresponder una curul. En el caso del residuo, se adjudica el espacio a través del conteo individual de votos al candidato con la mayor cantidad. Las curules son asignadas mediante la fórmula de cuota Hare, bajo ciertas modificaciones para asignar escaños proporcionalmente a los votos de cada lista. Estos se distribuyen en cociente, medio cociente y residuo, y su cálculo se realiza de la siguiente forma:
1. Cociente: Se dividen el número de votos válidos en el circuito en la elección para diputados entre la cantidad de curules que este circuito otorga. Al resultado de esta operación se le llamará cociente electoral. Luego, se dividirán los votos obtenidos por cada partido y lista de libre postulación entre este cociente electoral, y el resultado de esta operación indicará el número de curules a las que tendrá derecho cada partido y lista de libre postulación, por cociente. Serán electos los candidatos más votados dentro del respectivo partido o lista de candidatos por libre postulación, según la cantidad de curules a que tenga derecho por cociente cada partido o lista de candidatos por libre postulación. No se tomarán en cuenta, los votos que los candidatos hayan obtenido en otros partidos producto de las alianzas.
2. Medio cociente: En la adjudicación de curules por medio cociente, no podrán participar los partidos y listas de candidatos por libre postulación que ya hayan obtenido curules por el cociente electoral. Para asignar estas curules, en caso de que quedasen curules por repartir se dividirá el cociente electoral a la mitad y se adjudicará uno a cada uno de los partidos o listas por libre postulación restantes que hayan obtenido un medio cociente electoral, en el orden de mayor a menor, el cual será para el candidato más votado en la lista.
3. Residuo: Si luego de repartidas las curules por medio cociente, faltasen por repartir curules, se asignarán las curules restantes por mayoría de votos a los candidatos a quienes no se les haya adjudicado una curul por cociente o medio cociente, ya sean de partido o lista por libre postulación. Esta curul será del partido al que pertenezca el candidato que recibió la curul por residuo.

### Parlamento Centroamericano

Composición del Parlamento Centroamericano a partir de noviembre de 2024, incluyendo miembros determinados por los resultados de esta elección

El Parlamento Centroamericano está constituido por 120 diputados en representación de 5 de los 7 países de América Central (Guatemala, El Salvador, Honduras, Nicaragua y Panamá) y la República Dominicana, lo cual dispone que cada país está representado por 20 diputados. Los miembros del Parlamento Centroamericano (PARLACEN) en representación de Panamá son elegidos según los resultados de las elecciones presidenciales. 
Los partidos políticos que recibieron, individualmente, un porcentaje mayor al 2% de los votos válidos para presidente son elegibles para recibir un escaño del PARLACEN.Las curules correspondientes a cada partido son asignadas al dividir el porcentaje de votos presidenciales entre un cociente invariable (5), lo cual establece la elección indirecta de los diputados del PARLACEN al asignar las curules a los candidatos principales y suplentes determinados por una lista elaborada por la directiva del partido, sin elecciones primarias previas, según el orden en que aparecen en ella.La Junta Nacional de Escrutinio (JNE) es responsable de determinar los diputados electos según los resultados que reciban para el cargo de presidente de la República.

## Candidaturas presidenciales
| Partido | Partido                                     | Partido | Coalición electoral                 | Candidato presidencial | Candidato presidencial | Candidato presidencial                                                      | Candidato vicepresidencial                               | Candidato vicepresidencial                               | Candidato vicepresidencial                                |
| Partido | Partido                                     | Partido | Coalición electoral                 | Nombre                 | Nombre                 | Experiencia previa                                                          | Nombre                                                   | Nombre                                                   | Experiencia previa                                        |
| ------- | ------------------------------------------- | ------- | ----------------------------------- | ---------------------- | ---------------------- | --------------------------------------------------------------------------- | -------------------------------------------------------- | -------------------------------------------------------- | --------------------------------------------------------- |
|         | Partido Revolucionario Democrático          | PRD     | Vamos con Todo Panamá               |                        | José Gabriel Carrizo   | Vicepresidente de Panamá (2019-2024)                                        |                                                          | Camilo Alleyne                                           | Ministro de Salud (2004-2007)                             |
|         | Movimiento Liberal Republicano Nacionalista | MLRN    | Vamos con Todo Panamá               |                        | José Gabriel Carrizo   | Vicepresidente de Panamá (2019-2024)                                        |                                                          | Camilo Alleyne                                           | Ministro de Salud (2004-2007)                             |
|         | Partido Popular                             | PP      | Ninguna                             |                        | Martín Torrijos Espino | Presidente de Panamá (2004-2009)                                            |                                                          | Rosario Turner                                           | Ministra de Salud (2007-2009, 2019-2020)                  |
|         | Partido Panameñista                         | PAN     | Por un Panamá Mejor, Lo Bueno Viene |                        | Rómulo Roux            | Ministro de Relaciones Exteriores (2012-2013)                               |                                                          | José Isabel Blandón                                      | Alcalde del distrito de Panamá (2014-2019)                |
|         | Cambio Democrático                          | CD      | Por un Panamá Mejor, Lo Bueno Viene |                        | Rómulo Roux            | Ministro de Relaciones Exteriores (2012-2013)                               |                                                          | José Isabel Blandón                                      | Alcalde del distrito de Panamá (2014-2019)                |
|         | Partido Alianza                             | ALZ     | Alianza para Salvar a Panamá        |                        | José Raúl Mulino       | Ministro de Seguridad Pública (2010-2014)                                   | Sin candidato vicepresidencial por disposición electoral | Sin candidato vicepresidencial por disposición electoral | Sin candidato vicepresidencial por disposición electoral  |
|         | Realizando Metas                            | RM      | Alianza para Salvar a Panamá        |                        | José Raúl Mulino       | Ministro de Seguridad Pública (2010-2014)                                   | Sin candidato vicepresidencial por disposición electoral | Sin candidato vicepresidencial por disposición electoral | Sin candidato vicepresidencial por disposición electoral  |
|         | Partido Alternativa Independiente Social    | PAIS    | PAIS - Melitón Arrocha              |                        | Melitón Arrocha        | Embajador de Panamá ante la Organización de las Naciones Unidas (2018-2019) |                                                          | Aída Michelle de Maduro                                  | Miembro de la junta directiva de la Caja de Seguro Social |
|         | Candidatura n.º 3 de libre postulación      | LP-12   | PAIS - Melitón Arrocha              |                        | Melitón Arrocha        | Embajador de Panamá ante la Organización de las Naciones Unidas (2018-2019) |                                                          | Aída Michelle de Maduro                                  | Miembro de la junta directiva de la Caja de Seguro Social |
|         | Movimiento Otro Camino                      | MOCA    | Ninguna                             |                        | Ricardo Lombana        | Cónsul general de Panamá en Washington D. C. (2004-2007)                    |                                                          | Michael Chen                                             | Presidente de la Cámara de Comercio de Colón (2022-2023)  |
|         | Candidatura n.º 1 de libre postulación      | LP-10   | Ninguna                             |                        | Zulay Rodríguez        | Diputada de la Asamblea Nacional (2014-2024)                                |                                                          | Athenas Athanasiadis                                     | Diputada de la Asamblea Nacional (2014-2019)              |
|         | Candidatura n.º 2 de libre postulación      | LP-11   | Ninguna                             |                        | Maribel Gordón         | Candidata vicepresidencial del Frente Amplio por la Democracia (2014, 2019) |                                                          | Richard Morales                                          | Politólogo y economista                                   |

### Partido Revolucionario Democrático
Las elecciones primarias fueron llevadas a cabo el domingo 11 de junio de 2023, en las que se obtuvieron los siguientes resultados para la nominación al cargo de presidente de la República:
|  | 53,59 % |

|  | 28,94 % |

|  | 9,21 % |

|  | 2,62 % |

|  | 2,47 % |

|  | 1,26 % |

|  | 1,06 % |

|  | 0,85 % |

|  | 60,46 % |

### Cambio Democrático
En las elecciones primarias, celebradas el domingo 9 de julio de 2023, Roux se enfrentó a una ajustada contienda por la nominación presidencial del partido contra Yanibel Ábrego, ex-presidenta de la Asamblea Nacional y aliada de Martinelli dentro del partido, en las cuales se obtuvieron los siguientes resultados:
|  | 52,63 % |

|  | 46,21 % |

|  | 0,65 % |

|  | 0,49 % |

|  | 50,23 % |

### Partido Panameñista
Blandón fue renominado sin oposición como candidato a presidente de la República en unas elecciones primarias celebradas el domingo 23 de julio de 2023, con una participación electoral del 46.03% y un total 12.73% de votos nulos y en blanco:
|  | 100 % |

|  | 46,03 % |

No obstante, Blandón decide posteriormente declinar a su candidatura y unirse a Rómulo Roux como su compañero de fórmula, constituyendo una alianza entre el Partido Panameñista y Cambio Democrático el 16 de septiembre de 2023.

### Realizando Metas
Las elecciones primarias para presidente fueron celebradas el domingo 4 de junio de 2023, con una participación electoral del 25,82% de la membresía del partido, en la que se obtuvieron los siguientes resultados para la nominación al cargo de presidente de la República:
|  | 96,95 % |

|  | 2,27 % |

|  | 0,50 % |

|  | 0,26 % |

|  | 25,82 % |

La candidatura presidencial de Ricardo Martinelli enfrentó numerosos obstáculos desde el principio, debido a su proceso legal en curso por blanqueo de capitales durante su administración de 2009 a 2014. Asimismo, tuvo que sustituir a su compañera de fórmula original, su esposa Marta Linares de Martinelli, debido al incumplimiento de las disposiciones de la Constitución; por José Raúl Mulino, quien ejerció como ministro de Seguridad Pública durante su administración presidencial y era uno de sus aliados políticos más cercanos. El 4 de marzo de 2024, a casi dos meses de las elecciones generales, Ricardo Martinelli, candidato presidencial de Realizando Metas, es inhabilitado por el Tribunal Electoral tras su sentencia de 128 meses por blanqueo de capitales y es reemplazado por su compañero de fórmula, José Raúl Mulino como candidato presidencial de Realizando Metas y el Partido Alianza para las elecciones de 2024, sin candidato vicepresidencial por disposición electoral.

### Partido Alternativa Independiente Social
El partido PAIS decidió nominar al abogado José Alberto Álvarez como su candidato presidencial en una convención nacional celebrada el domingo domingo 29 de julio de 2023. No obstante, Álvarez decidió declinar a su candidatura presidencial el 26 de septiembre del mismo año y endosar la candidatura de Melitón Arrocha, por la libre postulación, con Aída Michelle de Maduro de PAIS como candidata vicepresidencial. Arrocha fue oficializado como candidato el 8 de agosto de 2023 tras obtener 157 203 firmas, como el tercer precandidato con mayor apoyo (siendo el último elegible para ser candidato presidencial).El 29 de abril de 2024, sin discutirlo previamente con el liderazgo de PAIS, Arrocha endosó la candidatura presidencial de Martín Torrijos Espino, nominado por el Partido Popular, sin declinar a su propia nominación por PAIS.

### Candidaturas por la libre postulación
Zulay Rodríguez fue elegida como diputada de la Asamblea Nacional por el circuito 8-6 para el periodo de 2014 a 2019, correspondiente al distrito de San Miguelito, y fue reelegida para representar al mismo circuito, renombrado como 8-2 tras la reorganización electoral surgida por la separación de la provincia de Panamá Oeste. Para las elecciones de 2024, Rodríguez se inscribió como precandidata presidencial por la libre postulación y fue oficializada el 8 de agosto de 2023 tras obtener 176 144 firmas, como la precandidata con mayor apoyo. Posteriormente, Rodríguez también fue nominada como candidata a la alcaldía del distrito de San Miguelito por la coalición entre Realizando Metas y el Partido Alianza, al igual que candidata a la reelección como diputada del circuito 8-2 por la libre postulación.
Maribel Gordón fue candidata vicepresidencial del Frente Amplio por la Democracia, el brazo político del Sindicato Único Nacional de Trabajadores de la Industria de la Construcción y Similares (SUNTRACS), en las elecciones de 2014 y 2019 pero no obtuvieron suficientes votos para subsistir políticamente, obteniendo respectivamente 11,127 votos (0,60%) y 13 540 votos (0,69%). Luego de que el FAD no obtuviera el apoyo requerido para participar en las elecciones de 2024, Gordón se inscribió como precandidata por la libre postulación y fue oficializada el 8 de agosto de 2023 tras obtener 163 857 firmas, como la segunda precandidata con mayor apoyo.

## Encuestas de opinión
| Encuesta                                  | Fecha                                                                            |                                                                                  |                                                                                  |                                                                                  |                                                                                  |                                                                                  |                                                                                  |                                                                                  | Otro                                                                             | Indeciso                                                                         |       |      |   |
| Encuesta                                  | Fecha                                                                            | Mulino RM                                                                        | Martinelli RM                                                                    | Lombana MOCA                                                                     | Carrizo PRD                                                                      | Roux CD                                                                          | Blandón PAN                                                                      | Torrijos PP                                                                      | Otro                                                                             | Indeciso                                                                         |       |      |   |
| ----------------------------------------- | -------------------------------------------------------------------------------- | -------------------------------------------------------------------------------- | -------------------------------------------------------------------------------- | -------------------------------------------------------------------------------- | -------------------------------------------------------------------------------- | -------------------------------------------------------------------------------- | -------------------------------------------------------------------------------- | -------------------------------------------------------------------------------- | -------------------------------------------------------------------------------- | -------------------------------------------------------------------------------- | ----- | ---- | - |
| Encuesta                                  | Fecha                                                                            | Resultados electorales                                                           | 5 May 2024                                                                       | 34,2%                                                                            | -                                                                                | 24,6%                                                                            | 5,9%                                                                             | 11,4%                                                                            | 11,4%                                                                            | Indeciso                                                                         | 16,0% | 7,9% | - |
| Departamento de Investigación de Statista | 14-20 Mar 2024                                                                   | 35%                                                                              | -                                                                                | 12%                                                                              | -                                                                                | 14%                                                                              | 14%                                                                              | 15%                                                                              | 19%                                                                              | 5,8%                                                                             |       |      |   |
| Mercadeo Planificado                      | 3-5 Feb 2024                                                                     | 26%                                                                              | -                                                                                | 10,8%                                                                            | 6,5%                                                                             | 10,2%                                                                            | 10,2%                                                                            | 10,8%                                                                            | -                                                                                | 5,8%                                                                             |       |      |   |
| 2 de febrero de 2024                      | La Corte Suprema inhabilita a Ricardo Martinelli                                 | La Corte Suprema inhabilita a Ricardo Martinelli                                 | La Corte Suprema inhabilita a Ricardo Martinelli                                 | La Corte Suprema inhabilita a Ricardo Martinelli                                 | La Corte Suprema inhabilita a Ricardo Martinelli                                 | La Corte Suprema inhabilita a Ricardo Martinelli                                 | La Corte Suprema inhabilita a Ricardo Martinelli                                 | La Corte Suprema inhabilita a Ricardo Martinelli                                 | La Corte Suprema inhabilita a Ricardo Martinelli                                 | La Corte Suprema inhabilita a Ricardo Martinelli                                 |       |      |   |
| Acción Ciudadana                          | 27 Ene-3 Feb 2024                                                                | -                                                                                | 40%                                                                              | 11%                                                                              | 4%                                                                               | 8%                                                                               | 8%                                                                               | 9%                                                                               | -                                                                                | 3%                                                                               |       |      |   |
| Investigación de C&E                      | 10-15 Ene 2024                                                                   | -                                                                                | 30%                                                                              | 12%                                                                              | 10%                                                                              | 14%                                                                              | 14%                                                                              | 22%                                                                              | -                                                                                | 3%                                                                               |       |      |   |
| 16 de septiembre de 2023                  | José Isabel Blandón renuncia a su candidatura para adherirse a la de Rómulo Roux | José Isabel Blandón renuncia a su candidatura para adherirse a la de Rómulo Roux | José Isabel Blandón renuncia a su candidatura para adherirse a la de Rómulo Roux | José Isabel Blandón renuncia a su candidatura para adherirse a la de Rómulo Roux | José Isabel Blandón renuncia a su candidatura para adherirse a la de Rómulo Roux | José Isabel Blandón renuncia a su candidatura para adherirse a la de Rómulo Roux | José Isabel Blandón renuncia a su candidatura para adherirse a la de Rómulo Roux | José Isabel Blandón renuncia a su candidatura para adherirse a la de Rómulo Roux | José Isabel Blandón renuncia a su candidatura para adherirse a la de Rómulo Roux | José Isabel Blandón renuncia a su candidatura para adherirse a la de Rómulo Roux |       |      |   |
| Gismo Services S.A                        | 19-23 Ago 2023                                                                   | -                                                                                | 29%                                                                              | 5%                                                                               | 28%                                                                              | 13%                                                                              | 10%                                                                              | 7%                                                                               | -                                                                                | 3%                                                                               |       |      |   |
| Investigación de C&E                      | 11 Abr 2023                                                                      | -                                                                                | 44%                                                                              | 10%                                                                              | 3%                                                                               | 8%                                                                               | 5%                                                                               | 18%                                                                              | -                                                                                | 12%                                                                              |       |      |   |
| Gallup Panamá                             | 13-21 Mar 2023                                                                   | -                                                                                | 62%                                                                              | 12%                                                                              | 1%                                                                               | 7%                                                                               | 4%                                                                               | 9%                                                                               | 5%                                                                               | 24%                                                                              |       |      |   |
| Gismo Services                            | 22-23 Feb 2023                                                                   | -                                                                                | 33%                                                                              | 6%                                                                               | 29%                                                                              | 13%                                                                              | 9%                                                                               | -                                                                                | 10%                                                                              | 6%                                                                               |       |      |   |
| Gallup Panamá                             | 9-16 Feb 2023                                                                    | -                                                                                | 62%                                                                              | 16%                                                                              | 5%                                                                               | 11%                                                                              | 5%                                                                               | -                                                                                | 26%                                                                              | 26%                                                                              |       |      |   |
| Gismo Services                            | 17-23 Ene 2023                                                                   | -                                                                                | 30%                                                                              | 7%                                                                               | 27%                                                                              | 11%                                                                              | 9%                                                                               | -                                                                                | 10%                                                                              | 6%                                                                               |       |      |   |
| Gismo Services                            | 6-10 Dec 2022                                                                    | -                                                                                | 32%                                                                              | 9%                                                                               | 28%                                                                              | 12%                                                                              | 9%                                                                               | -                                                                                | 10%                                                                              | 6%                                                                               |       |      |   |
| Gismo Services                            | 3-7 Sep 2022                                                                     | -                                                                                | 35%                                                                              | 6%                                                                               | 27%                                                                              | 13%                                                                              | 7%                                                                               | -                                                                                | -                                                                                | 12%                                                                              |       |      |   |
| Gismo Services                            | 27-31 Jul 2022                                                                   | -                                                                                | 34.1%                                                                            | 3,4%                                                                             | 26,1%                                                                            | 13,6%                                                                            | 6,8%                                                                             | -                                                                                | -                                                                                | 12%                                                                              |       |      |   |
| Gismo Services                            | 7-11 de mayo de 2022                                                             | -                                                                                | 35,1%                                                                            | 4,7%                                                                             | 27,1%                                                                            | 15,3%                                                                            | 8,2%                                                                             | -                                                                                | -                                                                                | 15%                                                                              |       |      |   |
| Gismo Services                            | 6-10 Abr 2022                                                                    | -                                                                                | 37,1%                                                                            | 3,4%                                                                             | 25,8%                                                                            | 14,6%                                                                            | 9%                                                                               | -                                                                                | -                                                                                | 11%                                                                              |       |      |   |
| Gallup Panamá                             | 11-16 Mar 2022                                                                   | -                                                                                | 56,6%                                                                            | 13,3%                                                                            | 7,2%                                                                             | 2,4%                                                                             | 6%                                                                               | -                                                                                | 14,4%                                                                            | 17%                                                                              |       |      |   |
| Gismo Services                            | 5-10 Mar 2022                                                                    | -                                                                                | 39,8%                                                                            | 5,7%                                                                             | 23,9%                                                                            | 11,4%                                                                            | 8%                                                                               | -                                                                                | -                                                                                | 12%                                                                              |       |      |   |
| Gallup Panamá                             | 5-9 Feb 2022                                                                     | -                                                                                | 57,7%                                                                            | 12,8%                                                                            | 5,1%                                                                             | 4,.1%                                                                            | 5,1%                                                                             | -                                                                                | 8%                                                                               | 22%                                                                              |       |      |   |
| Gismo Services                            | 3-7 Ene 2022                                                                     | -                                                                                | 44,9%                                                                            | 5,6%                                                                             | 22,5%                                                                            | 7,9%                                                                             | 5,6%                                                                             | -                                                                                | -                                                                                | 11%                                                                              |       |      |   |
| Gismo Services                            | Dec 2021                                                                         | -                                                                                | 45%                                                                              | 5%                                                                               | 19%                                                                              | 8%                                                                               | 4%                                                                               | -                                                                                | 10%                                                                              | 9%                                                                               |       |      |   |

## Resultados

### Elecciones presidenciales
El candidato de Realizando Metas y el Partido Alianza, José Raúl Mulino, fue electo presidente de Panamá al obtener 776 816 votos, equivalentes al 34,23% de los votos válidos.El candidato del Movimiento Otro Camino, Ricardo Lombana, obtuvo el segundo lugar al obtener 24,60% de los votos;en las elecciones de 2019, Lombana se postuló como candidato por la libre postulación y obtuvo el tercer lugar con el 18,78% de los votos.El tercer, cuarto y quinto lugar fueron obtenidos, respectivamente, por el expresidente Martín Torrijos, postulado por el Partido Popular; el abogado Rómulo Roux, por la alianza entre Cambio Democrático y el Partido Panameñista; y la exdiputada Zulay Rodríguez, por la libre postulación.
El vicepresidente en ejercicio y candidato de los oficialistas Partido Revolucionario Democrático y MOLIRENA, José Gabriel Carrizo, obtuvo el sexto lugar al recibir 133 253 votos, equivalentes al 5,87%. Esto constituye el peor resultado a nivel presidencial para el Partido Revolucionario Democrático desde su primera participación electoral en 1984, superando significativamente al 28,14% obtenido en las elecciones de 2014.
El séptimo y octavo lugar fueron obtenidos, respectivamente, por la candidata de izquierda Maribel Gordón, por la libre postulación; y el candidato Melitón Arrocha, por la libre postulación y el Partido Alternativa Independiente Social, que endosó la candidatura de Martín Torrijos sin declinar su propia candidatura presidencial.El Partido Alternativa Independiente Social (PAIS) y el Movimiento Liberal Republicano Nacionalista (MOLIRENA) estaban en riesgo de ser disueltos como partidos políticos al recibir menos del 2% de los votos presidenciales, según las regulaciones electorales existentes.El MOLIRENA obtuvo los votos necesarios para sobrevivir a partir de sus resultados legislativos o locales, y se creía inicialmente que PAIS también podría hacerlo.Sin embargo, el Tribunal Electoral anunció el 4 de junio de 2024 que PAIS dejaría de existir como partido político.
| Candidato                              | Candidato                            | Partido y coalición electoral               | Partido y coalición electoral            | Votos     | %      |
| -------------------------------------- | ------------------------------------ | ------------------------------------------- | ---------------------------------------- | --------- | ------ |
|                                        | José Raúl Mulino                     |                                             | Realizando Metas                         | 668 520   | 29.39  |
|                                        | José Raúl Mulino                     | Partido Alianza                             | 110 246                                  | 4.84      |        |
| Alianza para Salvar a Panamá           | Alianza para Salvar a Panamá         | 778 766                                     | 34.23                                    |           |        |
|                                        | Ricardo Lombana                      | Movimiento Otro Camino                      | Movimiento Otro Camino                   | 559 442   | 24.59  |
|                                        | Martín Torrijos                      | Partido Popular                             | Partido Popular                          | 364 584   | 16.02  |
|                                        | Rómulo Roux                          |                                             | Cambio Democrático                       | 138 276   | 6.08   |
|                                        | Rómulo Roux                          | Partido Panameñista                         | 120 542                                  | 5.29      |        |
| Por un Panamá Mejor, Lo Bueno Vuelve   | Por un Panamá Mejor, Lo Bueno Vuelve | 258 818                                     | 11.37                                    |           |        |
|                                        | Zulay Rodríguez                      | Libre postulación                           | Libre postulación                        | 150 340   | 6.60   |
|                                        | José Gabriel Carrizo                 |                                             | Partido Revolucionario Democrático       | 126 448   | 5.56   |
|                                        | José Gabriel Carrizo                 | Movimiento Liberal Republicano Nacionalista | 7334                                     | 0.32      |        |
| Vamos Con Todo Panamá                  | Vamos Con Todo Panamá                | 133 782                                     | 5.88                                     |           |        |
|                                        | Maribel Gordón                       | Libre postulación                           | Libre postulación                        | 24 531    | 1.07   |
|                                        | Melitón Arrocha                      |                                             | Partido Alternativa Independiente Social | 2442      | 0.11   |
|                                        | Melitón Arrocha                      | Libre postulación                           | 2218                                     | 0.09      |        |
| Libre Postulación 3                    | Libre Postulación 3                  | 4660                                        | 0.20                                     |           |        |
| Total de votos válidos                 | Total de votos válidos               | Total de votos válidos                      | Total de votos válidos                   | 2 274 919 | 100.00 |
|                                        |                                      |                                             |                                          |           |        |
| Votos válidos                          | Votos válidos                        | Votos válidos                               | Votos válidos                            | 2 274 919 | 97.52  |
| Votos inválidos                        | Votos inválidos                      | Votos inválidos                             | Votos inválidos                          | 38 544    | 1.65   |
| Votos en blanco                        | Votos en blanco                      | Votos en blanco                             | Votos en blanco                          | 19 099    | 0.81   |
| Total de votos emitidos                | Total de votos emitidos              | Total de votos emitidos                     | Total de votos emitidos                  | 2 332 561 | 100.00 |
| Votantes registrados y participación   | Votantes registrados y participación | Votantes registrados y participación        | Votantes registrados y participación     | 3 004 083 | 77.64  |
| Fuentes: Tribunal Electoral, Telemetro |                                      |                                             |                                          |           |        |

### Elecciones legislativas
|                                                  |                                           |                                             |                          |                          |                          |         |         |             |
| Coalición electoral                              | Partidos políticos                        | Partidos políticos                          | Estadísticas electorales | Estadísticas electorales | Estadísticas electorales | Curules | Curules | Curules     |
| Coalición electoral                              | Partidos políticos                        | Partidos políticos                          | Votos                    | %                        | +/-                      | N.º     | %       | Cambio      |
| Sin afiliación política                          |                                           | Coalición Vamos                             | 514 900                  | 24.06                    | 5.93                     | 19      | 26.76   | 17          |
| Sin afiliación política                          |                                           | Otras listas de libre postulación           | 514 900                  | 24.06                    | 5.93                     | 1       | 1.41    | 2           |
| Sin afiliación política                          | Total de candidatos por libre postulación | Total de candidatos por libre postulación   | 514 900                  | 24.06                    | 5.93                     | 20      | 28.17   | 15          |
| Por un Panamá Mejor, Lo Bueno Viene              |                                           | Cambio Democrático                          | 239 529                  | 11.19                    | 11.22                    | 8       | 11.27   | 10          |
| Por un Panamá Mejor, Lo Bueno Viene              |                                           | Partido Panameñista                         | 227 692                  | 10.64                    | 6.66                     | 8       | 11.27   | Sin cambios |
| Por un Panamá Mejor, Lo Bueno Viene              | Total de la coalición electoral           | Total de la coalición electoral             | 467 221                  | 21.83                    | —                        | 16      | 22.54   | —           |
| Alianza para Salvar Panamá                       |                                           | Realizando Metas                            | 367 378                  | 17.17                    | Nuevo                    | 15      | 21.13   | 15          |
| Alianza para Salvar Panamá                       |                                           | Partido Alianza                             | 62 313                   | 2.91                     | 0.55                     | 2       | 2.82    | 2           |
| Alianza para Salvar Panamá                       | Total de la coalición electoral           | Total de la coalición electoral             | 429 691                  | 20.08                    | —                        | 17      | 23.95   | —           |
| Vamos Con Todo Panamá                            |                                           | Partido Revolucionario Democrático          | 347 692                  | 16.25                    | 13.68                    | 12      | 16.90   | 23          |
| Vamos Con Todo Panamá                            |                                           | Movimiento Liberal Republicano Nacionalista | 67 908                   | 3.17                     | 1.93                     | 1       | 1.41    | 4           |
| Vamos Con Todo Panamá                            | Total de la coalición electoral           | Total de la coalición electoral             | 415 600                  | 19.42                    | 15.61                    | 13      | 18.31   | 27          |
| Sin coalición electoral                          |                                           | Movimiento Otro Camino                      | 149 462                  | 6.99                     | Nuevo                    | 3       | 4.23    | 3           |
| Sin coalición electoral                          |                                           | Partido Popular                             | 128 504                  | 6.01                     | 2.48                     | 2       | 2.82    | 2           |
| Sin coalición electoral                          |                                           | Partido Alternativa Independiente Social    | 34 250                   | 1.60                     | Nuevo                    | 0       | 0.00    | Sin cambios |
| Sin coalición electoral                          | Total de partidos políticos sin coalición | Total de partidos políticos sin coalición   | 312 216                  | 14.60                    | —                        | 5       | 7.05    | —           |
| Total de votos válidos                           | Total de votos válidos                    | Total de votos válidos                      | 2 139 628                | 100.0                    | 9.69                     | 71      | 100.0   | —           |
|                                                  |                                           |                                             |                          |                          |                          |         |         |             |
| Votos válidos                                    | Votos válidos                             | Votos válidos                               | 2 139 628                | 94.49                    |                          |         |         |             |
| Votos inválidos                                  | Votos inválidos                           | Votos inválidos                             | 61 340                   | 2.71                     |                          |         |         |             |
| Votos en blanco                                  | Votos en blanco                           | Votos en blanco                             | 63 404                   | 2.80                     |                          |         |         |             |
| Total de votos emitidos                          | Total de votos emitidos                   | Total de votos emitidos                     | 2 264 372                | 100.0                    |                          |         |         |             |
| Votantes registrados y participación             | Votantes registrados y participación      | Votantes registrados y participación        | 2 999 625                | 75.49                    |                          |         |         |             |
| Fuentes: Tribunal Electoral, La Prensa de Panamá |                                           |                                             |                          |                          |                          |         |         |             |